# Bruce-Effekt
Der Bruce-Effekt ist eine bei Säugetieren auftretende Form der vorzeitigen Beendigung der Schwangerschaft bei Kontakt des Weibchens mit dem Geruch eines fremden Männchens. Der Effekt ist bei mindestens 12 Nagetierarten bekannt, am bekanntesten ist er bei der Hausmaus. Benannt ist er nach Hilda M. Bruce, die diesen Zusammenhang 1959 entdeckte.
Der Bruce-Effekt wird durch einen olfaktorischen Stimulus ausgelöst – also über den Geruchssinn. Bei Mäusen ist die Wahrnehmung des Urins eines fremden Männchens ausreichend. Dabei wird beim Weibchen das Hormon Prolaktin reduziert, der Östrogenspiegel dagegen erhöht, was das Wachstum der Uterusschleimhaut verhindert und die Nidation der Blastozyste unmöglich macht, schließlich folgt eine Fehlgeburt. Diese „Schwangerschafts-Blockierung“ ist besonders wirksam, wenn ein unbekanntes Männchen zum trächtigen Weibchen gebracht wird. Der Effekt ist nur in den ersten drei Tagen der Schwangerschaft zu beobachten. Danach haben die vom Männchen stammenden Pheromone keine Wirkung mehr.
Da es für diesen Effekt kaum Nachweise bei freilebenden Tieren gibt, ist allerdings umstritten, ob es sich dabei nicht um ein nur unter Laborbedingungen auftretendes Artefakt handelt. Allerdings veröffentlichten im Februar 2012 Forscher von der University of Michigan eine Studie, die erstmals einen umfassenden Nachweis des Bruce-Effekts bei wildlebenden Tieren erbringen soll. Dabei wurden bei Blutbrustpavianen (Theropithecus gelada) aus dem äthiopischen Simien-Nationalpark 80 % der Schwangerschaften innerhalb einer Woche abgebrochen, nachdem das dominante Männchen ersetzt wurde. Weiterhin legen Daten zu den Geburtenintervallen der Weibchen nahe, dass ein solcher Schwangerschaftsabbruch den Fortpflanzungserfolg eines Weibchens erhöhen kann, dessen Nachkommen sonst infantizidgefährdet wären. Der Bruce-Effekt könnte somit eine evolutionär entwickelte Strategie der Weibchen sein. Außerdem sorgen die Männchen durch das Auslösen der Schwangerschaftsabbrüche dafür, dass sie sich selbst häufiger fortpflanzen können, da die Weibchen nun wieder in der Lage sind, Junge von dem „neuen“ Männchen zu bekommen – ähnlich den Löwen- oder Langurenmännchen, die häufig die Jungtiere der Weibchen töten, wenn sie in ein neues Rudel stoßen.
Im Jahr 2017 wurde erkannt, dass bei Mäusen das Pheromon ESP1 (exocrine gland-secreting peptide) die Schwangerschaft behindert und dem Bruce-Effekt zugrunde liegt.